# Eclipsa de Soare din 26 decembrie 2019
O eclipsă  de Soare inelară a avut loc la 26 decembrie 2019; este cea de-a 14-a eclipsă inelară din secolul al XXI-lea.
Eclipsa s-a produs în urmă cu 5 ani, 68 zile.

## Parcurs

Traiectoria eclipsei din 26 decembrie 2019 pe Pământ.

Începând din Orientul Mijlociu, această eclipsă a traversat Qatarul, Emiratele Arabe Unite, Sultanatul Oman, a traversat apoi Oceanul Indian pentru a trece în India de Sud, apoi în Sri Lanka, a traversat Golful Bengal pentru a trece în Sumatra, apoi în Malaysia cât și în Singapore unde a avut loc faza maximă. Eclipsa și-a continuat parcursul trecând prin Borneo și s-a terminat în Oceanul Pacific, trecând prin insula Guam.